# ステーツマン
ステーツマン (Statesman) はイギリスの競走馬。エプソムダービー3着などの成績を残し、1935年、種牡馬として日本に輸出され、現地で天皇賞（春）優勝牝馬レダなどを送り出した。

## 経歴
競走馬時代はイギリスで走り23戦6勝。現在の準重賞にあたる競走を2勝し、エプソムダービーで3着（優勝馬ハイペリオン）という成績を残している。競走馬引退後は種牡馬としてアメリカに渡ったが、そこで日本から視察に来ていた吉田善助（吉田善哉の父）の目に留まり、日本への輸入が決まった。購買価格については明らかにされていないが、一説には20万円とも言われている 。来日後は北海道白老町の社台牧場に繋養された。
当時の競走馬生産は下総御料牧場、小岩井農場という一方は官営、一方は財閥所有の二大牧場が中心となっており、種牡馬についてもこのふたつの牧場の繋養馬が勢力を二分していた。そのような状況下で種牡馬入りしたステーツマンだったが、初年度からルーネラが下総御料牧場のダイオライト産駒タイレイを抑えて阪神優駿牝馬に優勝。翌年の帝室御賞典（秋）でもエステイツが優勝し、二大牧場種牡馬の独占状態に一石を投じた。 1949年には牝馬レダが天皇賞（春）に優勝。これは現在まで唯一の牝馬による春の天皇賞制覇となっている。
最終的に5頭の八大競走優勝馬を送り出し、リーディングサイアー獲得はならなかったが最高2位（1943年）を記録するなど、二大牧場の繋養馬に対抗する唯一の種牡馬として活躍を続けた。1956年に老衰により死亡。後継種牡馬ではハルステーツ、イブキヤマ（競走名ステーツイブキ）が重賞優勝馬の父となったが、父系を繋ぐことはできず、1960年代にその血筋は途絶えている。
ステーツマンは牡馬のクラシック競走優勝産駒は出せなかったが、前述のハルステーツは1945年、太平洋戦争の混乱による競馬休止中に盛岡で行われた種牡馬選定2400メートル競走甲級で、二大牧場からの出走馬を抑えて優勝しており、「幻のダービー馬」とも呼べる存在である。そのとき手綱を取った小西喜蔵も後に「ダービー馬と言って良い」と発言をしている。

## 主な産駒
- 1937年産
  - エステイツ（帝室御賞典・秋、中山記念・春）
  - ルーネラ（阪神優駿牝馬、四・五歳牝馬特別）
- 1938年産
  - ステーツ（目黒記念・秋、東京優駿2着）
- 1939年産
  - ロツクステーツ（阪神優駿牝馬）
  - ステーツイブキ（繁殖名イブキヤマ。目黒記念・秋）
  - キングステーツ（横浜農林省賞典四・五歳呼馬）
- 1940年産
  - ヨシトク（札幌農林省賞典四歳呼馬）
- 1942年産
  - ハルステーツ（種牡馬）
- 1945年産
  - エゾテツザン（川崎記念）
- 1949年産
  - レダ（天皇賞・春、京都記念・秋、中京開設記念）
- 1950年産
  - カンセイ（桜花賞）
  - ローズバット（全日本3歳優駿）

主なブルードメアサイアー産駒（八大競走優勝馬のみ）
- カツフジ（天皇賞・秋など）
- ラプソデー（菊花賞など）

## 血統表
| ステーツマン (Statesman)の血統（ブランドフォード系/St.Simon5×4=9.38%、Galopin5×5=6.25%） | ステーツマン (Statesman)の血統（ブランドフォード系/St.Simon5×4=9.38%、Galopin5×5=6.25%） | ステーツマン (Statesman)の血統（ブランドフォード系/St.Simon5×4=9.38%、Galopin5×5=6.25%） | （血統表の出典）     | （血統表の出典） |
| 父 Blandford 1919 黒鹿毛                                                                 | 父の父Swynford 1907 黒鹿毛                                                               | John o'Gaunt                                                                             | Isinglass            | Isinglass        |
| 父 Blandford 1919 黒鹿毛                                                                 | 父の父Swynford 1907 黒鹿毛                                                               | John o'Gaunt                                                                             | La Fleche            |                  |
| 父 Blandford 1919 黒鹿毛                                                                 | 父の父Swynford 1907 黒鹿毛                                                               | Canterbury Pilgrim                                                                       | Tristan              | Tristan          |
| 父 Blandford 1919 黒鹿毛                                                                 | 父の父Swynford 1907 黒鹿毛                                                               | Canterbury Pilgrim                                                                       | Pilgrimage           |                  |
| 父 Blandford 1919 黒鹿毛                                                                 | 父の母Blanche 1912 鹿毛                                                                  | White Eagle                                                                              | Gallinule            | Gallinule        |
| 父 Blandford 1919 黒鹿毛                                                                 | 父の母Blanche 1912 鹿毛                                                                  | White Eagle                                                                              | Merry Gal            |                  |
| 父 Blandford 1919 黒鹿毛                                                                 | 父の母Blanche 1912 鹿毛                                                                  | Black Cherry                                                                             | Bendigo              | Bendigo          |
| 父 Blandford 1919 黒鹿毛                                                                 | 父の母Blanche 1912 鹿毛                                                                  | Black Cherry                                                                             | Black Duchess        |                  |
| 母 Dail 1919 鹿毛                                                                        | 母の父Land League 1903 鹿毛                                                              | Desmond                                                                                  | St. Simon            | St. Simon        |
| 母 Dail 1919 鹿毛                                                                        | 母の父Land League 1903 鹿毛                                                              | Desmond                                                                                  | L'abbesse de Jouarre |                  |
| 母 Dail 1919 鹿毛                                                                        | 母の父Land League 1903 鹿毛                                                              | Combine                                                                                  | Carbine              | Carbine          |
| 母 Dail 1919 鹿毛                                                                        | 母の父Land League 1903 鹿毛                                                              | Combine                                                                                  | Molly Morgan         |                  |
| 母 Dail 1919 鹿毛                                                                        | 母の母Discourse 1915 栗毛                                                                | Beppo                                                                                    | Marco                | Marco            |
| 母 Dail 1919 鹿毛                                                                        | 母の母Discourse 1915 栗毛                                                                | Beppo                                                                                    | Pitti                |                  |
| 母 Dail 1919 鹿毛                                                                        | 母の母Discourse 1915 栗毛                                                                | Rhetrick                                                                                 | Cyllene              | Cyllene          |
| 母 Dail 1919 鹿毛                                                                        | 母の母Discourse 1915 栗毛                                                                | Rhetrick                                                                                 | Gas F-No.1-l         |                  |